# Ondřej od Svatého Viktora
Ondřej († 1175) byl původně svatoviktorský kanovník. Byl opatem v jedné z anglických fundací, v opatství Wigmore. Byl žákem Huga od Svatého Viktora, s nímž by Hugo sám asi jen stěží souhlasil. Ondřej je snad jediným ze svatoviktorských kanovníků, který opravdu zdůraznil historický aspekt textu. Učil se u židovských rabínů. Byl to přesně ten typ „literáta“, teologa, který se příliš zaobírá samotným textem a jeho litterou, proti kterému Hugo namířil několik pasáží svého Didascalica. Podle některých svých současníků, mezi něž se řadil například i Richard od Svatého Viktora, se vracel k „litteře, která zabíjí”, byl příliš „židovský“. Klíčem k Písmu a k proroctví totiž je Kristus. A jelikož Židé Krista nepřijali, nemají klíč k pochopení Písma a nerozumí mu. Proto i každý, včetně Ondřeje, který se uchyluje k liteře textu, zříká se interpretačního klíče a nemůže nikdy proniknout k jeho pravému významu. Ondřej je přitom jednou z prvních holubic, které předznamenávají oddělení exegeze a dogmatiky, oddělení vědy (v pozdějším slova smyslu) od víry, i když si to zřejmě sám ještě neuvědomoval.
Přesto došel Ondřej záhy uznání a ocenění. Uznale o něm hovoří a citují ho Petr Comestor, Petr Cantor, Adam Scotus, Štěpán Langton a jiní.
Jelikož existuje jen velmi málo zmínek o Ondřejovi v dostupné literatuře, lze uvést pouze jediný příklad Ondřejovy exegeze, zato však velmi výmluvný. Zatímco Richard od Svatého Viktora ve svém spise De Emmanuele (což byla odpověď na Ondřejovu doslovnou interpretaci Izajášova textu) volí duchovní výklad proroctví o Emanuelovi a spatřuje v souladu s tradicí sahající až k Órigenovi v osobách dvou králů démony, Ondřej preferuje „historický smysl“ a spatřuje v nich „jen dva pozemské krále“. Richard sice přiznává, že z historického hlediska se opravdu jedná o dva pozemské krále, ale váhu přikládá až duchovnímu výkladu. Tento krok, totiž přechod od historie k alegorii, falsi christicolae iudaizantes (judaizující falešní křesťané), jak Richard své protivníky nazývá, odmítají učinit, pokud text tuto možnost výslovně neumožňuje.